# Asarum crassisepalum
Asarum crassisepalum S.F.Huang, T.H.Hsieh & T.C.Huang – gatunek rośliny z rodziny kokornakowatych (Aristolochiaceae Juss.). Występuje naturalnie na Tajwanie. 

## Morfologia
PokrójByliny tworząca kłącza.
LiściePojedyncze, mają kształt od podłużnie trójkątnego do owalnie trójkątnego. Mierzą 3–7 cm długości oraz 2,5–3 cm szerokości. Mają białe plamki, od spodu są gruczołowate. Blaszka liściowa jest o sercowatej nasadzie i spiczastym wierzchołku. Ogonek liściowy jest mniej lub bardziej owłosiony i dorasta do 5–8 cm długości.
KwiatySą promieniste, obupłciowe, pojedyncze, wyprostowany. Okwiat ma dzwonkowaty kształt zwężający się przy wierzchołku i purpurową barwę, dorasta do 1,5–2 cm długości oraz 1–1,5 cm szerokości. Listki okwiatu mają jajowato deltoidalny kształt. Zalążnia jest górna z wolnymi słupkami.

## Biologia i ekologia
Rośnie w lasach oraz na brzegach jezior. Występuje na wysokości od 1600 do 1700 m n.p.m. Kwitnie od lutego do kwietnia.